# São Francisco (Cerro Largo)
São Francisco é um distrito rural do município brasileiro de Cerro Largo, no Rio Grande do Sul.

## Geografia

### Clima
Tem um clima quente e temperado. Existe uma pluviosidade significativa ao longo do ano em São Francisco. Mesmo o mês mais seco ainda assim tem muita pluviosidade. De acordo com a Köppen e Geiger a classificação do clima é Cfa. A temperatura média anual em São Francisco é 20.8 °C. A média anual de pluviosidade é de 1824 mm.
| Dados climatológicos para Vila São Francisco | Dados climatológicos para Vila São Francisco | Dados climatológicos para Vila São Francisco | Dados climatológicos para Vila São Francisco | Dados climatológicos para Vila São Francisco | Dados climatológicos para Vila São Francisco | Dados climatológicos para Vila São Francisco | Dados climatológicos para Vila São Francisco | Dados climatológicos para Vila São Francisco | Dados climatológicos para Vila São Francisco | Dados climatológicos para Vila São Francisco | Dados climatológicos para Vila São Francisco | Dados climatológicos para Vila São Francisco | Dados climatológicos para Vila São Francisco |
| Mês                                          | Jan                                          | Fev                                          | Mar                                          | Abr                                          | Mai                                          | Jun                                          | Jul                                          | Ago                                          | Set                                          | Out                                          | Nov                                          | Dez                                          | Ano                                          |
| -------------------------------------------- | -------------------------------------------- | -------------------------------------------- | -------------------------------------------- | -------------------------------------------- | -------------------------------------------- | -------------------------------------------- | -------------------------------------------- | -------------------------------------------- | -------------------------------------------- | -------------------------------------------- | -------------------------------------------- | -------------------------------------------- | -------------------------------------------- |
| Temperatura máxima média (°C)                | 32,4                                         | 31,4                                         | 29,5                                         | 25,8                                         | 22,6                                         | 20,6                                         | 22                                           | 23,8                                         | 25,6                                         | 28,7                                         | 30,7                                         | 29,8                                         | 26,9                                         |
| Temperatura média (°C)                       | 26,1                                         | 25,4                                         | 23,6                                         | 20                                           | 16,9                                         | 15,3                                         | 15,9                                         | 17,5                                         | 19,2                                         | 22                                           | 23,7                                         | 23,6                                         | 20,8                                         |
| Temperatura mínima média (°C)                | 19,8                                         | 19,4                                         | 17,7                                         | 14,2                                         | 11,3                                         | 10                                           | 9,8                                          | 11,2                                         | 12,9                                         | 15,4                                         | 16,8                                         | 17,5                                         | 14,7                                         |
| Precipitação (mm)                            | 150                                          | 139                                          | 141                                          | 176                                          | 158                                          | 160                                          | 138                                          | 129                                          | 154                                          | 186                                          | 149                                          | 144                                          | 1 824                                        |
| Fonte:                                       |                                              |                                              |                                              |                                              |                                              |                                              |                                              |                                              |                                              |                                              |                                              |                                              |                                              |
| Fontes: CLIMATE-DATA.ORG                     |                                              |                                              |                                              |                                              |                                              |                                              |                                              |                                              |                                              |                                              |                                              |                                              |                                              |